# Rytidosperma
Genre
Rytidosperma  est un genre de plantes monocotylédones de la famille des Poaceae, famille des Danthonioideae, originaire d'Australasie et d'Amérique du Sud, qui comprend environ 35 espèces.
Ce sont des plantes herbacées vivaces, cespiteuses aux tiges pouvant atteindre 60 cm de haut, à inflorescence paniculée, parfois réduite à un seul épillet. 
Étymologiele nom générique « Rytidosperma » dérive de deux racines grecques : ῥυτίς, rhytis (ride, pli), et σπέρμα, sperma (graine), en référence au dos d'une larve confondue avec la graine.

## Synonymes
Selon GRIN (8 mai 2017) :
- Austrodanthonia H. P. Linder
- Erythranthera Zotov
- Joycea H. P. Linder
- Merxmuellera Conert
- Monostachya Merr.
- Notodanthonia Zotov
- Pyrrhanthera Zotov

## Liste d'espèces
Selon The Plant List (8 mai 2017) :
- Rytidosperma acerosum (Vickery) Connor & Edgar
- Rytidosperma alpicola (Vickery) Connor & Edgar
- Rytidosperma auriculatum (J.M.Black) Connor & Edgar
- Rytidosperma australe (Petrie) Connor & Edgar
- Rytidosperma biannulare (Zotov) Connor & Edgar
- Rytidosperma bonthainicum (Jansen) Veldkamp
- Rytidosperma buchananii (Hook.f.) Connor & Edgar
- Rytidosperma caespitosum (Gaudich.) Connor & Edgar
- Rytidosperma carphoides (F.Muell. ex Benth.) Connor & Edgar
- Rytidosperma clavatum (Zotov) Connor & Edgar
- Rytidosperma clelandii (Vickery) Connor & Edgar
- Rytidosperma corinum Connor & Edgar
- Rytidosperma craigii (Veldkamp) H.P.Linder
- Rytidosperma dendeniwae (Veldkamp) H.P.Linder
- Rytidosperma diemenicum (D.I.Morris) A.M.Humphreys & H.P.Linder
- Rytidosperma dimidiatum (Vickery) Connor & Edgar
- Rytidosperma duttonianum (Cashmore) Connor & Edgar
- Rytidosperma erianthum (Lindl.) Connor & Edgar
- Rytidosperma fortunae-hibernae (Renvoize) Connor & Edgar
- Rytidosperma geniculatum (J.M.Black) Connor & Edgar
- Rytidosperma gracile (Hook.f.) Connor & Edgar
- Rytidosperma grandiflorum (Hochst. ex A.Rich.) S.M.Phillips
- Rytidosperma indutum (Vickery) Connor & Edgar
- Rytidosperma irianense (Veldkamp) H.P.Linder
- Rytidosperma javanicum (Ohwi ex Veldkamp) H.P.Linder
- Rytidosperma laeve (Vickery) Connor & Edgar
- Rytidosperma lechleri Steud.
- Rytidosperma lepidopodum (N.G.Walsh) A.M.Humphreys & H.P.Linder
- Rytidosperma linkii (Kunth) Connor & Edgar
- Rytidosperma longifolium (R.Br.) Connor & Edgar
- Rytidosperma maculatum (Zotov) Connor & Edgar
- Rytidosperma mamberamense (Jansen) Connor & Edgar
- Rytidosperma merum Connor & Edgar
- Rytidosperma monticola (Vickery) Connor & Edgar
- Rytidosperma montis-wilhelmi (Veldkamp & Fortuin) H.P.Linder
- Rytidosperma nardifolium (Veldkamp) H.P.Linder
- Rytidosperma nigricans (Petrie) Connor & Edgar
- Rytidosperma nitens (D.I.Morris) H.P.Linder
- Rytidosperma nivicola (Vickery) Connor & Edgar
- Rytidosperma nudiflorum (P.Morris) Connor & Edgar
- Rytidosperma nudum (Hook.f.) Connor & Edgar
- Rytidosperma occidentale (Vickery) Connor & Edgar
- Rytidosperma oreoboloides (F.Muell.) H.P.Linder
- Rytidosperma pallidum (R.Br.) A.M.Humphreys & H.P.Linder
- Rytidosperma paschale (Stapf) C.M.Baeza
- Rytidosperma pauciflorum (R.Br.) Connor & Edgar
- Rytidosperma penicillatum (Labill.) Connor & Edgar
- Rytidosperma petrosum Connor & Edgar
- Rytidosperma pictum (Nees & Meyen) Nicora
- Rytidosperma pilosum (R.Br.) Connor & Edgar
- Rytidosperma popinense (D.I.Morris) A.M.Humphreys & H.P.Linder
- Rytidosperma pulchrum (Zotov) Connor & Edgar
- Rytidosperma pumilum (Kirk) Connor & Edgar
- Rytidosperma quirihuense C.M.Baeza
- Rytidosperma racemosum (R.Br.) Connor & Edgar
- Rytidosperma remotum (D.I.Morris) A.M.Humphreys & H.P.Linder
- Rytidosperma richardsonii (Cashmore) Connor & Edgar
- Rytidosperma semiannulare (Labill.) Connor & Edgar
- Rytidosperma setaceum (R.Br.) Connor & Edgar
- Rytidosperma setifolium (Hook.f.) Connor & Edgar
- Rytidosperma sorianoi Nicora
- Rytidosperma tenue (Petrie) Connor & Edgar
- Rytidosperma tenuius (Steud.) O.E.Erikss., A.Hansen & Sunding
- Rytidosperma thomsonii (Buchan.) Connor & Edgar
- Rytidosperma unarede (Raoul) Connor & Edgar
- Rytidosperma vestitum (Pilg.) Connor & Edgar
- Rytidosperma vickeryae M.Gray & H.P.Linder
- Rytidosperma violaceum (É.Desv.) Nicora
- Rytidosperma virescens (É.Desv.) Nicora
- Rytidosperma viride (Zotov) Connor & Edgar